# Polysteganus
Polysteganus – rodzaj morskich ryb z rodziny prażmowatych (Sparidae). 

## Zasięg występowania
Ryby z rodzaju Polysteganus zasiedlają południowo- i wschodnioafrykańską strefę przybrzeżną Oceanu Indyjskiego.

## Klasyfikacja
Gatunki zaliczane do tego rodzaju:
- Polysteganus baissaci
- Polysteganus coeruleopunctatus – pagrus błękitny[potrzebny przypis]
- Polysteganus mascarenensis
- Polysteganus praeorbitalis – pagrus natalski[potrzebny przypis]
- Polysteganus undulosus – pagrus zachodnioafrykański[potrzebny przypis]